# Касвил (Мисури)
Касвил (енгл. Cassville) град је у америчкој савезној држави Мисури.

## Демографија
По попису из 2010. године број становника је 3.266, што је 376 (13,0%) становника више него 2000. године.
| Група             | 2000.         | 2010.         |
| Белци             | 2.743 (94,9%) | 3.004 (92,0%) |
| Афроамериканци    | 1 (0,0%)      | 12 (0,4%)     |
| Азијати           | 20 (0,7%)     | 11 (0,3%)     |
| Хиспаноамериканци | 76 (2,6%)     | 150 (4,6%)    |
| Укупно            | 2.890         | 3.266         |